# Giuseppe Frassinetti
Giuseppe Paolo Maria Frassinetti (Gênova, 15 de dezembro de 1804 - Gênova, 2 de janeiro de 1868) foi um sacerdote italiano, fundador da congregação dos Filhos de Santa Maria Imaculada.

## Biografia
Irmão de Paula Frassinetti, cuja educação ele cuidou e que ajudou na fundação das Irmãs de Santa Doroteia.
Estudou no seminário arquiepiscopal de Gênova e teve como professor Antonio Maria Gianelli.
Foi ordenado sacerdote em 1827 em Savona e em 1831 foi nomeado pároco de Quinto al Mare. Em 1860 ele lançou as bases para o que se tornou a congregação dos Filhos de Santa Maria Imaculada, estabelecida canonicamente apenas em 1903.
Ele é o autor de numerosas obras de natureza espiritual, incluindo um Compêndio de Teologia Moral de Santo Afonso de Ligório (1865 -1866), que desfrutou de considerável difusão.
Os procedimentos para sua canonização começaram em Gênova em 1916 e em 1991 o Papa João Paulo II, reconhecendo a heroicidade das virtudes, deu-lhe o título de Venerável.